# Atrichum undulatum
 (décembre 2023).
La mise en forme du texte ne suit pas les recommandations de Wikipédia : il faut le « wikifier ».
Les points d'amélioration suivants sont les cas les plus fréquents :
- Les titres sont pré-formatés par le logiciel. Ils ne sont ni en capitales, ni en gras.
- Le texte ne doit pas être écrit en capitales (les noms de famille non plus), ni en gras, ni en italique, ni en « petit »…
- Le gras n'est utilisé que pour surligner le titre de l'article dans l'introduction, une seule fois.
- L'italique est rarement utilisé : mots en langue étrangère, titres d'œuvres, noms de bateaux, etc.
- Les citations ne sont pas en italique mais en corps de texte normal. Elles sont entourées par des guillemets français : « et ».
- Les listes à puces sont à éviter, des paragraphes rédigés étant largement préférés. Les tableaux sont à réserver à la présentation de données structurées (résultats, etc.).
- Les appels de note de bas de page (petits chiffres en exposant, introduits par l'outil «  Source ») sont à placer entre la fin de phrase et le point final[comme ça].
- Les liens internes (vers d'autres articles de Wikipédia) sont à choisir avec parcimonie. Créez des liens vers des articles approfondissant le sujet. Les termes génériques sans rapport avec le sujet sont à éviter, ainsi que les répétitions de liens vers un même terme.
- Les liens externes sont à placer uniquement dans une section « Liens externes », à la fin de l'article. Ces liens sont à choisir avec parcimonie suivant les règles définies. Si un lien sert de source à l'article, son insertion dans le texte est à faire par les notes de bas de page.
- La présentation des références doit suivre les conventions bibliographiques. Il est recommandé d'utiliser les modèles {{Ouvrage}}, {{Chapitre}}, {{Article}}, {{Lien web}} et/ou {{Bibliographie}}. Le mode d'édition visuel peut mettre en forme automatiquement les références.
- Insérer une infobox (cadre d'informations à droite) n'est pas obligatoire pour parachever la mise en page.

Pour une aide détaillée, merci de consulter Aide:Wikification.
Si vous pensez que ces points ont été résolus, vous pouvez retirer ce bandeau et améliorer la mise en forme d'un autre article.
Espèce
Atrichum undulatum, l'Atric ondulé est une espèce de mousse acrocarpe, de la famille des Polytrichaceae,. Elle est présente dans tout l'hémisphère Nord. C'est une espèce forestière commune en France, sauf dans la région méditerranéenne.
Le nom latin est constitué de trichum qui signifie poil, et du préfixe privatif a en référence à la coiffe qui est glabre, contrairement aux Polytrichum, et de undulatum qui signifie ondulé, en référence au feuilles.

## Description
C'est une mousse acrocarpe, non ramifiée, qui forme des tapis lâches, composés de pieds non-ramifiés allant jusqu'à 7 cm.

### Gamétophyte
Les feuilles sont linéaires, longues de 1 cm, dentées, ondulées transversalement et se terminent en pointe. Fait rare chez les Polytrichacae, la nervure est étroite, et ne présente que quelques rangées de lamelles chlorophylliennes. La nervure est également dentée sur son revers,.

### Sporophyte
Le capsules cylindriques sont portées par une soie de 2 à 4 cm, et sont penchées à l'horizontal. Le péristome est constitué de 32 dents, et la capsule est fermée par une membrane, en plus de l'opercule,,.

### Identification
La nervure étroite avec les lamelles est caractéristique du genre. La capsule inclinée et les feuilles ondulées sont typiques de l'espèce.

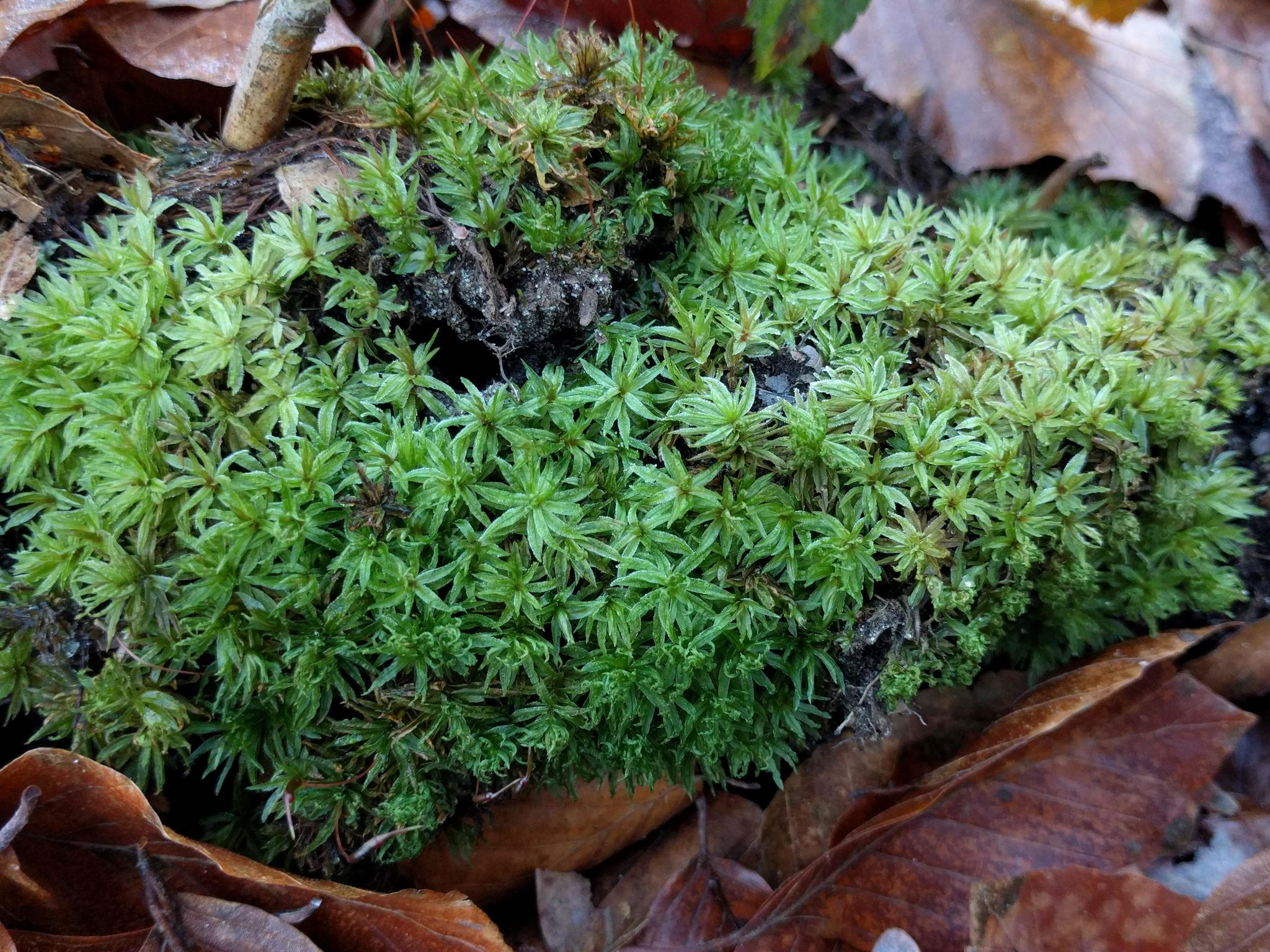
Tapis d'Atrichum undulatum.
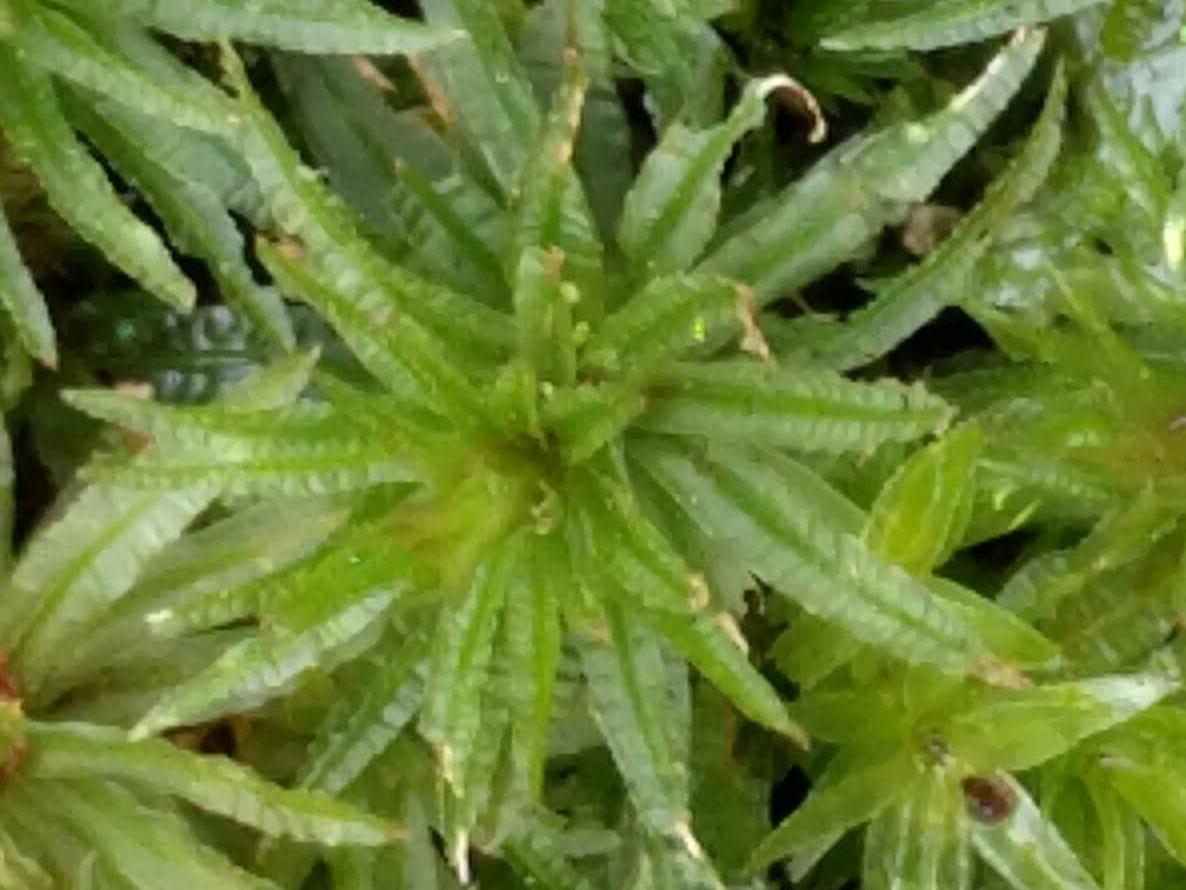
Atrichum undulatum, avec les feuilles ondulées bien visibles.
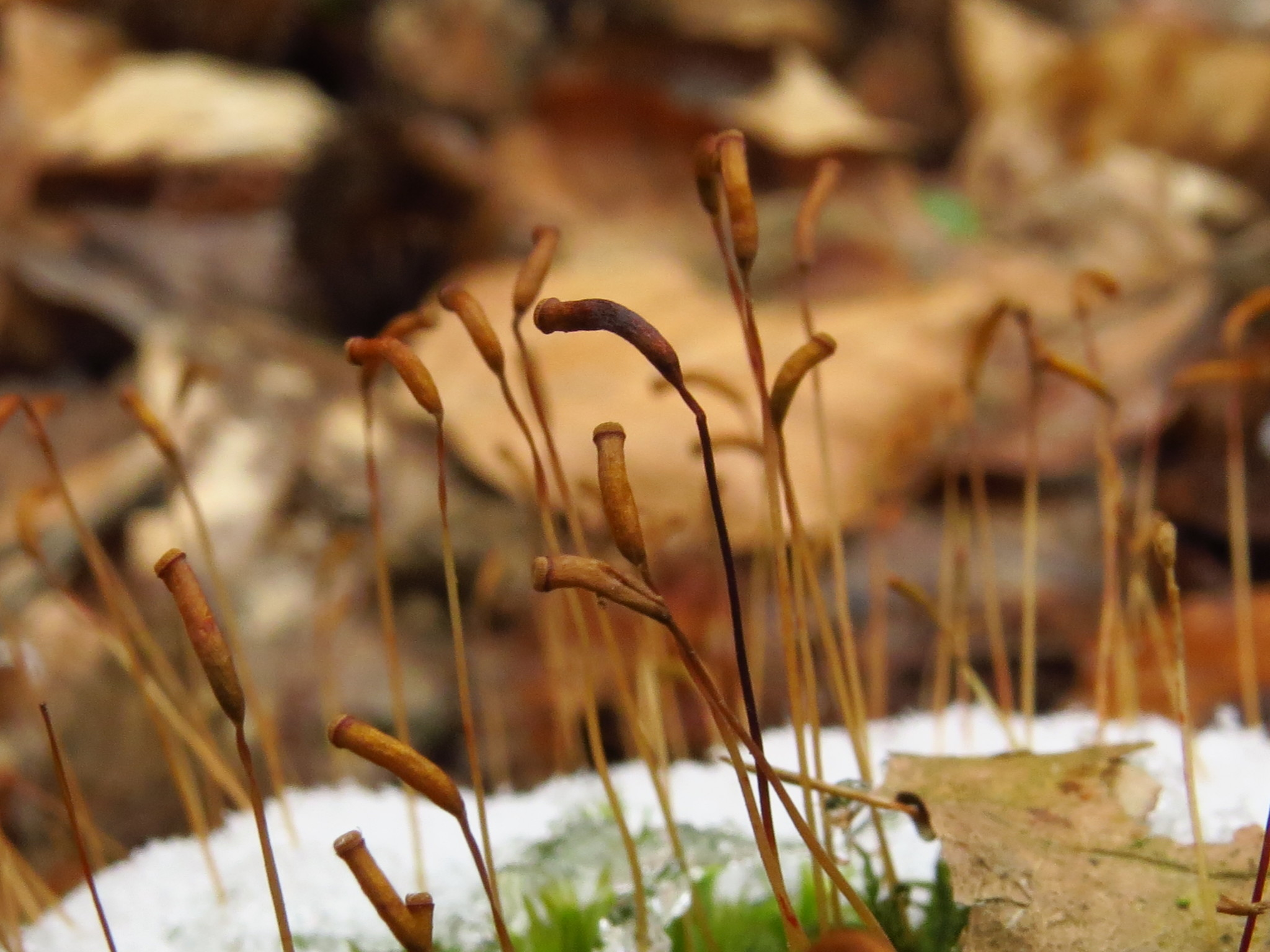
Capsules d'Atrichum undulatum, inclinées à l'horizontal.
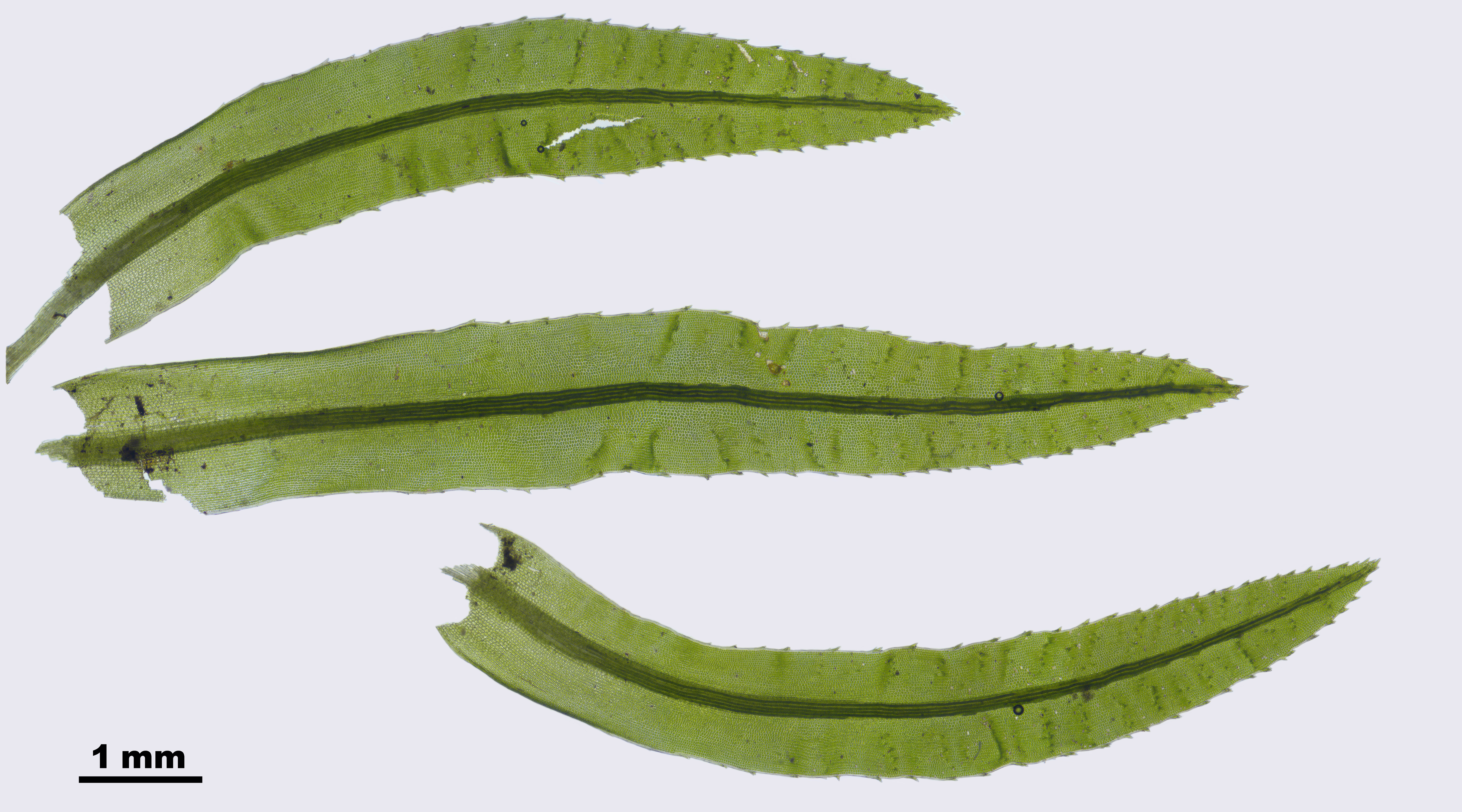
Feuilles d'atrichum undulatum au microscope, on remarque les ondulations de la feuille et les dents sur les marges.
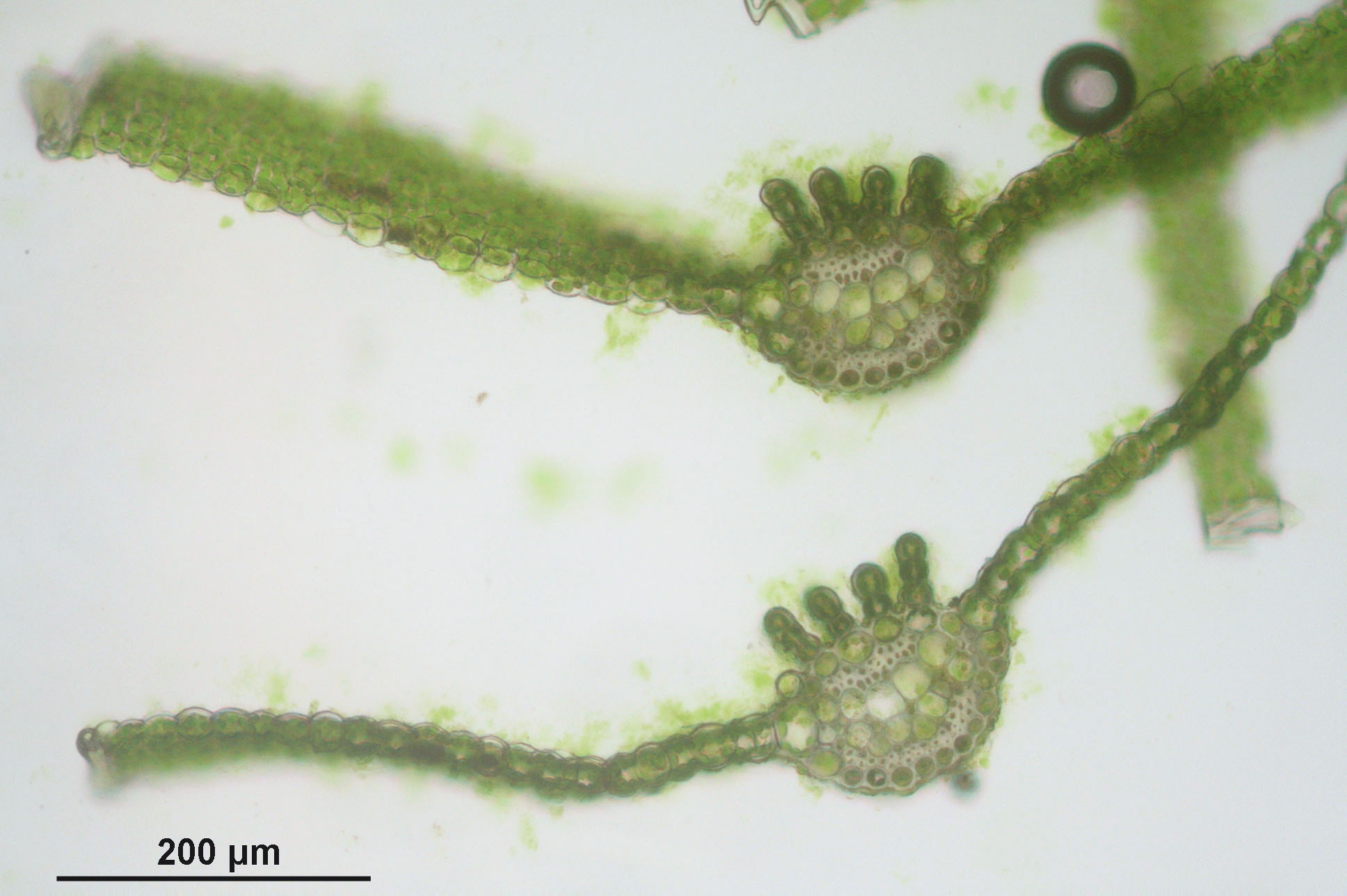
Vue au microscope d'une coupe transversale de feuilles d'Atrichum undulatum. On remarque les lamelles chlorophylliennes sur la nervure.

## Distribution et menaces
L'espèce est présente dans tout hémisphère Nord. En France métropolitaine on la retrouve partout, mais elle est rare en région méditerranéenne. Elle n'est pas menacée en Europe, ni dans les régions de France où elle a été évaluée,.

## Écologie
L'espèce se développe sur le sol frais, acidicline dans les contextes ombragés. On la trouve en forêt, dans les fourrés, les talus et sur les bords de chemin,,.